# 売らいでか!
『売らいでか!』（うらいでか）は、岸宏子の小説『ある開花』を花登筺が演劇化した作品である。

## 内容・概要
神代家は伊賀上野で一番の富豪で資産家。その神代家の当主・里子は、2回夫に先立たれている未亡人。里子は3回目の結婚はしないものの、淋しく不満な日々を送っていた。副支配人の石上弘はそんな里子に、お抱え運転手の山内杉雄を当てて、ホテル経営など観光事業に乗り出そうとしている神代産業を牛耳ろうとした。里子が杉雄を寝取ったのを知った杉雄の妻・なつ枝も、夫に見切りを付ける形で「夫を五十万円で買ってくれ」とねじ込んだ。
1968年に映画化、翌1969年にテレビドラマ化された。映画版・ドラマ版ともに、フランキー堺が山内杉雄役を務めている。舞台上演も繰り返し行われており、21世紀に入ってからも日本各地で公演が行われている。

## 映画版
『喜劇 “夫”売ります!!』のタイトルで1968年11月9日に公開。制作・配給は東映。

### キャスト
- 山内杉雄：フランキー堺
- 神代里子：佐久間良子
- 山内なつ枝：森光子
- 山内ぎん：安芸秀子
- 山内松雄：芦屋小雁
- 石上三之助：多々良純
- 石上弘：川崎敬三
- よね：浦辺粂子
- 南出：田武謙三
- 二条きく子：橘ますみ
- 下駄屋のおふくろ：武智豊子
- 北川：岡野耕作
- 高井：木村修
- 園田夫人：清川玉枝
- 織子：大竹真理子
- 町の人A：小林稔侍
- 町の人B：須賀良
- 使用人A：山浦栄
- 使用人B：久保日佐志
- 和田みどり

### スタッフ
- 企画：秋田亨、太田浩児
- 原作：岸宏子『ある開花』（墨水書房刊）、花登筐
- 脚色：池上金男、瀬川昌治
- 撮影：山沢義一
- 音楽：木下忠司
- 美術：江野慎一
- 照明：川崎保之丞
- 録音：井上賢三
- スチール：田中真紀夫
- 編集：祖田富美夫
- 監督：瀬川昌治

## テレビドラマ版
1969年7月2日から同年9月24日まで日本テレビ系列局で放送。製作担当はよみうりテレビ（テロップ上では「制作」表記）。全13話。モノクロ放送。
放送時間は毎週水曜 21:30 - 22:26 （日本標準時）で、この時間帯においては『道頓堀』と『ややととさん』に続く花登筐シナリオ作品となった。撮影にはモノクロ16mmフィルムを使用した。

### キャスト
- 山内杉雄：フランキー堺
- 神代里子：草笛光子
- 山内なつ枝：浜木綿子
- 山内松雄：大村崑
- 山内ぎん：安芸秀子
- 石上三之助：曾我廼家五郎八
- 石上弘：小林勝彦
- 二条きく子：丸山みどり
- 南出：中村是好
- 坂上：佐々十郎
- 留さん：伴淳三郎

### スタッフ
- 原作：岸宏子『ある開花』（墨水書房刊）
- 脚本：花登筐
- 演出：小泉勲
- 制作：よみうりテレビ

| 日本テレビ系列 水曜21:30枠                    | 日本テレビ系列 水曜21:30枠                   | 日本テレビ系列 水曜21:30枠 |
| 前番組                                        | 番組名                                       | 次番組 |
| --------------------------------------------- | -------------------------------------------- | --- |
| ややととさん （1969年4月2日 - 1969年6月25日） | 売らいでか! （1969年7月2日 - 1969年9月24日） | ヤマハトップミュージック ※21:30 - 22:00 【土曜21:30枠から移動】ニッポン列島探検 （1969年10月22日 - 1970年3月25日） ※22:00 - 22:26 |

## 舞台版
東宝により、『新版 喜劇 売らいでか! -亭主売ります-』と題して公演されている。公演は、中日劇場、博多座、シアター1010など日本各地の劇場や文化施設で行われている。

### キャスト
- 浜木綿子
- 左とん平
- 井上順（2017年公演）[2]
- 加藤茶
- 正司花江
- 仁支川峰子（2011年公演）[1]
- 高嶺ふぶき（2011年公演）[1]
- 遠藤久美子（2011年公演）[1]
- 小野寺丈
- 大空眞弓
- 大和悠河（2017年公演）[2]
- 山田まりや（2017年公演）[2]
- 荒木将久（2017年公演）[2]
- 臼間香世（2017年公演）[2]

### スタッフ
- 原作：岸宏子「ある開花」より
- 潤色：野田昌志
- 脚本：花登筐
- 監修：楠美昌
- 演出：池田政之
- プロデューサー：細川潤一（2017年公演）[2]
- 製作：東宝